# François Laffanour
François Laffanour, né en  1952, est un galeriste, antiquaire et marchand d'art français, considéré comme « une figure majeure du marché du design ».
Spécialisé dans les mobiliers d'architectes et designers des XXe et XXIe siècles, notamment dans les œuvres de Charlotte Perriand, Serge Mouille, Jean Prouvé et Le Corbusier.

## Parcours
Après des études d'histoire à la Sorbonne, François Laffanour commence à travailler avec Mara Cremniter https://www.loog.design/francois-laffanour-galerie-downtown-une-vision-precoce/ en 1975 comme vendeur dans son stand aux marché aux puces de Saint-Ouen.
En 1982, il ouvre avec Mara Cremniter la galerie Downtown, rue de Seine à Paris, spécialisée dans le mobilier moderne, en particulier les meubles d'architecte du XXe siècle, notamment ceux d'Oscar Niemeyer, Jean Prouvé  et Charlotte Perriand, ayant acquis dans les années 1970, selon L'Express, « des lots entiers de ces [deux derniers] designers pour presque rien », notamment dans les ventes d'Emmaüs, mais aussi « à la Cité universitaire [et] dans les administrations du Congo ou de Mauritanie ». François Laffanour dit ainsi, à propos d'une chaise de Jean Prouvé achetée en 1975 pour 20 francs (13 euros) : « j'achetais des choses dont les autres ne voulaient pas, mais dont je percevais l'intérêt, fonctionnel ou esthétique, même si je n'avais aucune notion de leur rareté ». En 2009, François Laffanour déclare au journal Art Newspaper n'acheter que des pièces de Jean Prouvé dont il peut vérifier dans les archives l'authenticité. Toutefois, il porte plainte la même année pour un achat pour 220 000 euros d'une table et de deux chaises attribuées à Jean Prouvé, fait en 2008 avec Patrick Seguin et Philippe Jousse lors d'une vente d'Artcurial, qui se révèlent être des faux, après l'arrestation des faussaires,. Tout comme Patrick Seguin, il s'était porté partie civile en 2008, en annonçant qu'il engagerait « toutes procédures utiles car les agissements des faussaires sont contraires à la légitime attente d'authenticité et de confiance des collectionneurs de ce marché auquel il dédie toute son énergie et sa passion ».
En 2006 il acquiert les archives de la galerie Steph Simon, qui a, entre 1956 et 1974, édité et vendu les créations de Jean Prouvé et Charlotte Perriand, Serge Mouille et Georges Jouve.
Depuis 2007, François Laffanour est un « pilier de toutes les foires » d'art et de design internationales telles que, par exemple, la Biennale des antiquaires, la TEFAF (Maastricht), Design Miami & Design Miami/Basel, PAD Paris et PAD Londres.

### Ouvrages
- François Laffanour et Eric Touchaleaume, Jean Prouvé : mobilier, 1924-1953, Galerie Downtown, 1987.
- François Laffanour, Steph Simon : rétrospective 1956-1974 : Jean Prouvé, Charlotte Perriand, Serge Mouille, Georges Jouve, Isamu Noguchi, Galerie Downtown, 2007